# Frankfurt Universe
Els Frankfurt Universe (Univers de Frankfurt) són un club alemany de futbol americà de la ciutat de Frankfurt, Alemanya. L'equip es fundà l'any 2007 i actualment prenen part de la màxima categoria de la German Football League (GFL). Els seus colors són el porpra i taronja. Frankfurt Universe és el successor de Frankfurt Galaxy.

## Palmarès

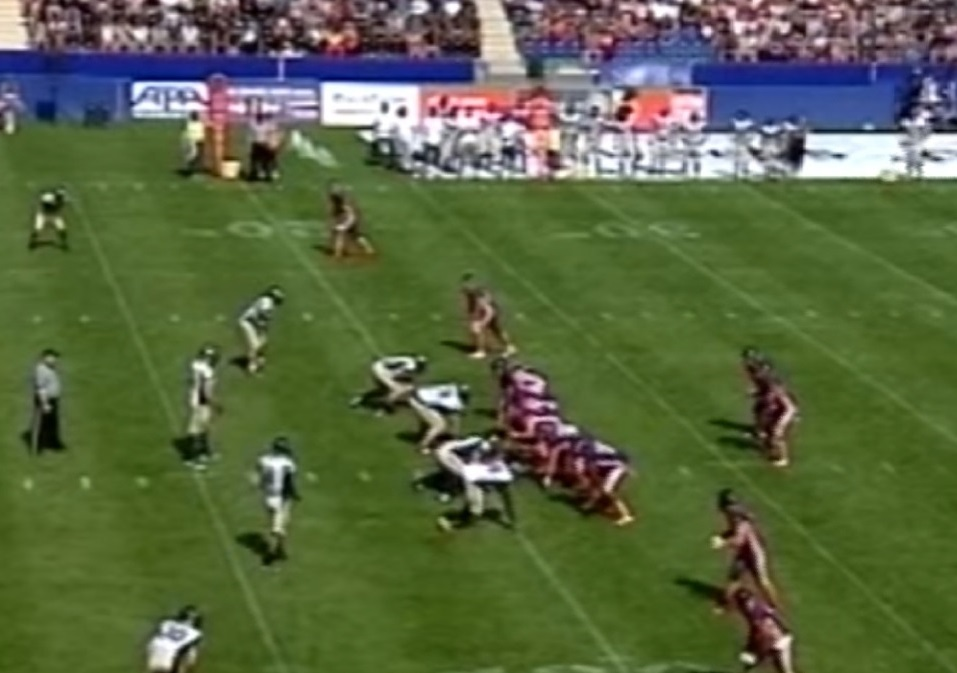
Frankfurt vs Nuremberg in 2015

- 1 Campionat EFL Bowl: 2016
- 1 Campionat GFL 2 Sud: 2015